# Helena Hodačová
Helena Hodačová (16. září 1916, Jičín – 26. ledna 1998, Praha) byla česká spisovatelka a novinářka, dcera malíře Oldřicha Homoláče.
Vzdělání: FFUK – germanistika, romanistika (1945).[zdroj?]

## Dílo

### Romány
- Zítra už nepřijdu (1942)
- Eolova harfa (1943)
- Vůně léta (1944)
- Mrak (1946)
- Tři doby (1946)
- Odklad na neurčito (1948)
- Život a vzpomínky malíře Homoláče (1959), biografický román o malíři O. H. a generaci zakladatelů Mánesa
- Malá dětská kronika (1965, v dalším vydání pod titulem Bílé nebe černá zem, 1972, překlad do hindštiny – přel. D.Marková 1984)
- Zpožděný vlak do Paříže (1965)
- Závratný poločas (1967)
- Ptáci odlétají (1986), biografický román o lit. počátcích Elišky Krásnohorské
- Láska odjíždí Vindobonou (1992)

### Sbírky povídek
- Kapesní zrcátko (1958)
- Pomněnky (1958, s J. Krulišovou a O. Srbovou)
- Hlavou ve hvězdách (1963)

### Tvorba pro děti a mládež
- Červená zástěrka (1941)
- Lesančiny střevíčky (1948)
- Výlet s Hanou (1974)
- Prázdniny s Milenou (1979)
- Radek, Brouk a Andulka Šafářová (1980)
- Hlavou ve hvězdách (1963)

### Ostatní
publikace, recenze, fejetony v č. časopisech a novinách: Svět v obrazech, Lidové noviny, Práce aj.